# Марсело, Ана
Ана́ Янсси́ Марсе́ло Моли́на (исп. Ana Janssy Marcelo Molina; род. 7 ноября 1996) — никарагуанская модель, победительница конкурса красоты «Мисс Никарагуа 2020», участница международного конкурса «Мисс Вселенная 2020».

## Биография
Ана Марсело родилась 7 ноября 1996 года в Коринто (департамент Чинандега) в семье перуанца и никарагуанки, но в возрасте четырёх лет переехала в Эстели.
Марсело окончила Национальный аграрный университет в Манагуа по специальности инженер агропромышленного комплекса.
8 августа 2020 года Ана Марсело выиграла национальный конкурс красоты «Мисс Никарагуа 2020». После победы в национальном конкурсе Ана представляла Никарагуа на «Мисс Вселенная 2020», который прошёл 16 мая 2021 года. По итогам конкурса она пробилась в полуфинал и вошла в топ-21 участниц конкурса.